# エミル・ホルム
エミル・ホルム（Emil Holm, 2000年5月13日 - ）は、スウェーデン・ヨーテボリ出身のプロサッカー選手。セリエA・ボローニャFC所属。ポジションはディフェンダー、ミッドフィールダー。

## 経歴

### クラブ
2012年に地元のヨーテボリの下部組織に入団。2019年シーズンにトップチームに昇格、6月29日、アルスヴェンスカン第13節のエステルスンド戦でプロデビュー。このシーズンはリーグ戦11試合に出場し、スヴェンスカ・クッペンでは優勝。2020シーズンはレギュラーに定着し、11月8日、リーグ第27節のヘルシンボリ戦でプロ初ゴールを挙げるなど、リーグ戦26試合に出場し2ゴールを記録した。
2021年1月27日、デンマークのスナユスケ・フッボルトに4年契約で移籍。加入すぐにレギュラーに定着し、2020-21シーズンは途中加入ながら14試合3ゴールを記録した。
2021年8月27日、イタリアのスペツィア・カルチョに5年契約で移籍。2021-22シーズンはスペツィアからのローンでスナユスケでプレイし、2022-23シーズンから合流する。
2023年8月31日、アタランタに1シーズンのローン移籍。ローン費用は200万ユーロ、また850万ユーロでの買い取りオプションが設定されていると報じられた。アタランタはこのシーズン、クラブ史上初めてUEFAヨーロッパリーグを制し、
2024年6月28日、ボローニャに完全移籍。移籍金は700万ユーロと報じられている。2025年1月15日、リーグ第19節のインテル・ミラノ戦で移籍後初ゴールを挙げた。5月14日にはコッパ・イタリア決勝のミラン戦に先発出場し、51年ぶりの優勝に貢献した。

### 代表
2018年からスウェーデンの世代別代表に選出され、UEFA U-19欧州選手権予選、UEFA U-21欧州選手権予選などに出場した（後者では8試合で2ゴール4アシスト、イエローカード6枚、レッドカード1枚を記録）。
2022年11月16日、メキシコとの親善試合にフル出場し、A代表デビュー。2023年9月12日、UEFA EURO予選のオーストリア戦で代表初ゴールを記録した。

## エピソード
- スナユスケ在籍時の2021年7月26日、ヴェイレ戦の前半13分の先制点の場面で、ホルムが放った直接フリーキックは、ゴールマウスを大きく外れたどころか、1万人収容の本拠地シドバンク・パーク（デンマーク語版）のゴール裏の天井をも超える場外弾となってしまった[17][18]。

## 個人成績

### クラブ
| 国内大会個人成績 | 国内大会個人成績 | 国内大会個人成績 | 国内大会個人成績   | 国内大会個人成績 | 国内大会個人成績 | 国内大会個人成績 | 国内大会個人成績 | 国内大会個人成績 | 国内大会個人成績 | 国内大会個人成績 | 国内大会個人成績 |
| 年度             | クラブ           | 背番号           | リーグ             | リーグ戦         | リーグ戦         | リーグ杯         | リーグ杯         | オープン杯       | オープン杯       | 期間通算         | 期間通算         |
| 年度             | クラブ           | 背番号           | リーグ             | 出場             | 得点             | 出場             | 得点             | 出場             | 得点             | 出場             | 得点             |
| スウェーデン     | スウェーデン     | スウェーデン     | スウェーデン       | リーグ戦         | リーグ戦         | リーグ杯         | リーグ杯         | オープン杯       | オープン杯       | 期間通算         | 期間通算         |
| ---------------- | ---------------- | ---------------- | ------------------ | ---------------- | ---------------- | ---------------- | ---------------- | ---------------- | ---------------- | ---------------- | ---------------- |
| 2019             | ヨーテボリ       | 23               | アルスヴェンスカン | 11               | 0                | 1                | 0                | -                | -                | 12               | 0                |
| 2020             | ヨーテボリ       | 23               | アルスヴェンスカン | 26               | 2                | 3                | 0                | -                | -                | 29               | 2                |
| デンマーク       | デンマーク       | デンマーク       | デンマーク         | リーグ戦         | リーグ戦         | リーグ杯         | リーグ杯         | オープン杯       | オープン杯       | 期間通算         | 期間通算         |
| 2020-21          | スナユスケ       | 3                | スーペルリーガ     | 14               | 3                | -                | -                | 4                | 2                | 18               | 5                |
| 2021-22          | スナユスケ       | 3                | スーペルリーガ     | 25               | 3                | -                | -                | 1                | 0                | 26               | 3                |
| イタリア         | イタリア         | イタリア         | イタリア           | リーグ戦         | リーグ戦         | イタリア杯       | イタリア杯       | オープン杯       | オープン杯       | 期間通算         | 期間通算         |
| 2022-23          | スペツィア       | 2                | セリエA            | 20               | 1                | 3                | 0                | -                | -                | 23               | 1                |
| 2023-24          | アタランタ       | 3                | セリエA            | 22               | 1                | 3                | 0                | -                | -                | 25               | 1                |
| 2024-25          | ボローニャ       | 2                | セリエA            | 21               | 1                | 4                | 0                | -                | -                | 25               | 1                |
| 通算             | スウェーデン     | スウェーデン     | アルスヴェンスカン | 37               | 2                | 4                | 0                | -                | -                | 41               | 2                |
| 通算             | デンマーク       | デンマーク       | スーペルリーガ     | 39               | 6                | -                | -                | 5                | 2                | 44               | 8                |
| 通算             | イタリア         | イタリア         | セリエA            | 63               | 3                | 10               | 0                | -                | -                | 73               | 3                |
| 総通算           | 総通算           | 総通算           | 総通算             | 139              | 11               | 14               | 0                | 5                | 2                | 158              | 13               |

### 代表
| スウェーデン代表 | 国際Aマッチ | 国際Aマッチ |
| 年               | 出場        | 得点        |
| ---------------- | ----------- | ----------- |
| 2022             | 2           | 0           |
| 2023             | 3           | 1           |
| 2024             | 5           | 0           |
| 2025             | 4           | 1           |
| 通算             | 14          | 2           |

#### ゴール
| #  | 年月日        | 開催地                                  | 対戦国         | 勝敗 | 試合概要                      |
| -- | ------------- | --------------------------------------- | -------------- | ---- | ----------------------------- |
| 1. | 2023年9月12日 | ストロベリー・アレーナ（ スウェーデン） | オーストリア   | ●1-3 | UEFA EURO 2024予選・グループF |
| 2. | 2025年3月25日 | ストロベリー・アレーナ（ スウェーデン） | 北アイルランド | ○5-1 | 親善試合                      |

## タイトル

### クラブ
ヨーテボリ
- スヴェンスカ・クッペン（2019-20）[2]

アタランタ
- UEFAヨーロッパリーグ（2023-24）[8]

ボローニャ
- コッパ・イタリア（2024-25）[12]